# Lessertia mossii
Lessertia mossii är en ärtväxtart som beskrevs av R.G.N.Young. Lessertia mossii ingår i släktet Lessertia och familjen ärtväxter. Inga underarter finns listade i Catalogue of Life.